# Kontrola leta
Aerodromska kontrola leta (AKL) jedna je od obaveznih službi na aerodromu, opremljena uređajima i visokosofisticiranom opremom za rukovođenje letenjem u kontrolnoj zoni aerodroma i praćenje kretanja aviona, vozila i ljudi po manevarskim površinama aerodroma. Njen zadatak je da shodno važećim međunarodnim propisima osigura organizirano i sigurno letenje i rukovođenje letenjem u zoni odgovornosti aerodroma.
Aerodromska kontrola leta može biti; stacionarna, ako je smještena u za to namjenski zidanom objektu od čvrstog materijala ili prijenosna ako se nalazi u specijalnom vozilu ili kontejneru na vlastiti pogon ili vuču.
Vrsta objekata i uređaja kojim je opremljena AKL zavisi od namjene i kategorije aerodroma. Neposrednu kontrolu letenja AKL obavlja uz pomoć radarskih uređaja (svih namjena), svjetlosno-signalnim uređajima i radio sustavima za komunikaciju sa zrakoplovima prilikom slijetanja i polijetanja. AKL vrši i neposrednu kontrolu i rad zemaljskog osoblja na aerodromu zaduženim za opsluživanje letenja, koje se kreće po aerodromskim prometnicama i drugim manevarskim površinama unutar aerodroma.
Ova služba nalazi se neposredno na aerodromima i smještena je u kontrolnom tornju (najvišoj zgradi na aerodromu, sa staklenom kupolom na vrhu) ili u prijenosnom kontejneru s kupolom, odakle se može vizualno i instrumentalno pratiti kretanje zrakoplova u zoni aerodromskog kompleksa.
Aerodromska kontrola leta kontrolira letenje u neposrednoj zoni aerodroma koja se nalazi u krugu od 9–18 km, i kretanje zrakoplova u aerodromskom školskom krugu.

## Povijest
Prva aerodromska kontrola leta u svijetu osnovana je u Ujedinjenom kraljevstvu 1921. godine na aerodromu Croydon u Londonu.Green Jersey Web Design. Heritage Locations - South East - Surrey - Croydon Airport. Retrieved 3 July 2015.
U SAD, prva aerodromska kontrola leta uvedena je 1922. poslije Prvog svjetskog rata kada su SAD počele koristiti u Američkoj vojsci tehnički razvijen sustav za praćenje zrakoplova, uz čiju pomoć su usmjeravali i pratili kretanje svojih izviđačkih aviona, u zoni odgovornosti zrakoplovne baze.
Prvi kontrolni toranj, u Sjevernoj Americi, koji je regulirao dolaske, odlaske i kretanje aviona po manevarskim površinama na određenom aerodromu, otvoren je u Clevelandu 1930. godine.
Prvi zrakoplovno kontrolni centar za kontrolu zračnog prometa koji je pratio kretanje zrakoplova od mjesta polaska do odredišta u SAD, otvoren je u Newarku, 1935., a potom u Chicagu i Clevelandu, 1936. godine.
Rani oblici kontrole zračnog prometa zasnivali su se na „proceduralnoj kontroli”. Pilot je obavještavao kontrolu leta o prelijetanju određenih točaka duž jasno određenih koridora za letenje. Podatke je koristio kontrolor letenja neovisno od navigatora u avionu, tako da ako je navigator podatke pogrešno obračunavao i kontrolor letenja je također dobivao pogrešne podatke o položaju aviona.
Nakon uvođenja radara 1950. godine, za praćenje i kontrolu zračnog prostora, ne samo da je poboljšana kontrola letenja zrakoplova, već je proširena i zona odgovornosti jednog aerodroma na 8-18 kilometara. Kada se počeo koristiti takozvani „osnovni radar”, koji je koristio energiju odbijenu od trupa aviona, nastao je veliki skok u pogledu funkcioniranja kontrole zračnog prometa. Kontrolor je time dobio neovisan izvor informacija o lokaciji aviona. Osnovni radar, međutim, imao je nedostataka. Odjeci signala bili su statični, ograničene pokrivenosti, podložni na utjecaj vremena, stvarali su jaku buku, nisu davali automatske podatke o identifikaciji zrakoplova, i precizne podatke o visini i brzini aviona. Osnovni radar se i dalje koristi, ali je njegova funkcionalnost poboljšana primjenom računala.
Neke zemlje su potpuno povukle iz upotrebe osnovni radar za kontrolu civilnog zračnog prometa. Tako da se ova vrsta radara koristi samo u sustavima PVO jer je u stanju detektirati ciljeve bez obzira na njihovu opremu ili želju da budu otkriveni.
Sljedeći korak u kontroli leta bila je kombinirana primjena takozvanog „sekundarnog kontrolnog radara” i računala. Rad sekundarnog radara zasnovan je na principu „pitanje - odgovor”. Avion je opremljen transponderom, automatskom radio stanicom. Ova radio stanica emitira signal kao odgovor poput radarskog signala. sustav ima mnoge prednosti. Signalni odgovor prenosi se na različite frekvencije prema zahtjevu, tako da je sekundarni radar otporan na vlastiti eho. Zahvaljujući signalnom odgovoru novi signal ne odražava preostalu energiju, tako ima mnogo veći opseg i samim tim manju snagu primijenjenog radarskog zračenja. Pored toga, signalni odgovor je kodiran preko identifikacijskog koda, a visina zrakoplova proizilazi iz avionskog barometarskog visinometroma. Osnovna mana srednjeg radara je da njegovo funkcioniranje ovisi od ispravnosti transpondera. Avion s otkazom ili bez transpondera za sekundarni nadzorni radara je nevidljiv.
U narednoj razvojnoj fazi opremanja kontrole letenja suvremenom opremom za navigaciju, dolazi do uvođenja tzv. centraliziranog kompjuterskog sustava. Ovaj sustav omogućava brzu obradu signala i prenesenih podataka u centralnu kontrolu zračnog prometa u digitalnom obliku. Tako sada, jedna kompjuterizirana jedinica može pokrivati veoma veliko područje s više radara uključenih u ovaj sustav. Naime kompjuterski softveri omogućili su promjenu oblika prezentacije radarskih podataka. To je kontrolorima letenja omogućilo lakše i brže tumačenje radarske slike. Klasična slika na monitoru zamijenjena je kompjuterskom grafikom. Zahvaljujući ovim uređajima kontrolor leta sada ima podatke o: identitetu, nadmorskoj visini i brzini aviona, kao i cjelokupni plan letanja za sve avione koji su vidljivi na istom ekranu. sustav također, doduše ograničeno, može smanjiti rizik sudara aviona pravovremenim otkrivanjem opasnosti.
Sljedeći korak u evoluciji rada kontrole leta bilo je uvođenje u radarske sustave i izvore pozicijskih podataka zrakoplova sa satelita. Univerzalni pristup satelitskoj navigaciji napravio je revolucionarnu izmjenu u kontroli zračnog prometa jer zrakoplov sada automatski prijavljuje svoju poziciju (s visokom preciznošću). Prednost ovog sustava je i ta da su njegovi izvještaji dostupni ne samo kontroli leta, već i drugim zrakoplovima koji su trenutno u zraku.

## Odgovornost AKL u zračnom prometu
Aerodromska kontrola leta obavlja jedan od najodgovornijih poslova u zračnom prometu, a globalno gledano i svjetskom prometu. Ovaj posao zahtjeva od kontrolora letenja besprijekorno odlično znanje, stalnu obučenost, psihofizičko zdravlje, apsolutno poštovanje svih propisanih procedura, odsustvo nepažnje, zabušavanja, odsutnosti, neznanja i nesigurnosti, i neposrednu brigu o svom zdravlju.

## Kontrolni toranj i rad u njemu
Kontrolni toranj je najviša zgrada na aerodromu, sa staklenim strukturama u obliku kupole na vrhu koja kontrolorima zračnog prometa pruža panoramski pogled na cijelu površinu aerodroma i njegovu okolinu.
Vizualno promatranje iz kontrolnog tornja predstavlja primarnu metodu kontrole zračnog prometa na zemlji i u zraku u neposrednoj blizini aerodroma. Iz aerodromskog kontrolnog tornja kontrolori efikasno prate kretanje zrakoplova i vozila koja rade na pistama i aerodromskim stazama za voženje, kao i avione u zraku u neposrednoj blizini aerodroma.
Zemaljski radarski sustavi za praćenje, kojima je opremljena većina AKL, pomažu kontrolorima letenja da prate i usmjeravaju avione i druga vozila koja se kreću na aerodromu, a tzv. pristupni radari omogućavaju kontrolu približavanja i odlaska aviona u zraku. Na ekranima ovih radara kontrolori letenja uočavaju poziciju aviona, kodne identifikacijske oznake aviona, brzinu i visinu aviona u zonama odgovornosti AKL u tri opća operativna nivoa i nekoliko timova koji mogu kontrolirati višestruki broj pisti, u zoni odgovornosti aerodroma.Aerodrome control - TWR  Arhivirana inačica izvorne stranice od 23. rujna 2015. (Wayback Machine) Na: www.belgocontrol.be (2015)

## Namjena i zadaci AKL
Aerodromska kontrola leta namijenjena je za obavljanje sljedećih zadataka:
- kontrola leta i održavanje radarskog i radio kontakta sa zrakoplovom
- Kontrola kretanja i navigacija kretanja zrakoplova prema propisanim zračnim koridorima kao i u zoni aerodroma.
- Stalna veza s posadom zrakoplova u cilju prijema i slanja raznih instrukcija tijekom različitih faza leta.
- Pružanje pomoći u međusobnom razdvajanju zrakoplova (po visini i širini) na sigurnu udaljenost, primjenom propisanih radarskih i neradarskih normi razdvajanja.
- Pružanje raznih informacija posadi zrakoplova i osoblju koje opslužuje letenja na aerodromu, uključujući i one o vremenskim uvjetima, a sve u cilju sigurnog leta zrakoplova.
- Pravovremeno prepoznavanje izvanredne situacije koja bi mogla ugroziti sigurnost zračnog prometa,
- Pružanje pomoći i praćenje primjene procedura u izvanrednim situacijama u zraku i na zemlji.
- Neprekidna i intenzivna međusobna komunikacija kontrolora sa susjednim kontrolama letenja (bilo da se radi o susjedima po vertikali ili po horizontali).

## Vanjske poveznice
- Hrvatska kontrola zračne plovidbe  Arhivirana inačica izvorne stranice od 5. listopada 2008. (Wayback Machine)
- www.flightradar24.com Radarska slika letenja nad Hrvatskom
- Propisi » kontrola leta » SMATSA
- Zračni promet Hrvatska tehnička enciklopedija, portal hrvatske tehničke baštine. LZMK

- Hrvatska kontrola zračne plovidbe d. o. o Hrvatska tehnička enciklopedija, portal hrvatske tehničke baštine. LZMK